# Goodeidae
Famille
Les Goodeidae sont une famille de poissons d'eau douce de l'ordre des Cyprinodontiformes, composée de 55 espèces réparties dans 18 genres différents.

## Description et caractéristiques
Les espèces de la sous-famille Goodeinae possèdent une fécondation interne et sont appelées vivipares. Les mâles possède les rayons antérieurs de la nageoire anale bondée, plus courts et en partie séparent le reste de la nageoire. Probablement un gonopode primitif appelé pseudophallus. Les ovaires des femelles sont en partie fusionnées pour former un organe médian unique. Les embryons et les nouveau-nés sont rattachés à leur mère avec des structures « ombilicales » ou dites « rubané » appelés trophotaeniae qui fonctionne comme un placenta. Permettant un échange d’élément nutritif. Les Empetrichthyinae sont ovipares avec une fécondation externe. La forme du corps et les habitudes d'alimentation sont diversifiées. Cette famille atteint des tailles maximales d’environ 20 cm de longueur.

## Habitat et répartition
Toutes ces espèces habitent une région du Mexique appelée « Mesa Centrale ». Les Goodeidae se rencontrent entre le Nevada et le centre-ouest du Mexique.

## Liste des genres
- sous-famille Empetrichthyinae Jordan, Evermann et Clark, 1930
  - genre Crenichthys Hubbs, 1932
  - genre Empetrichthys Gilbert, 1893
- sous-famille Goodeinae Jordan, 1923
  - genre Allodontichthys Hubbs et Turner, 1939
  - genre Alloophorus Hubbs et Turner, 1939
  - genre Allotoca Hubbs et Turner, 1939
  - genre Ameca Miller et Fitzsimmons, 1971
  - genre Ataeniobius Hubbs et Turner, 1939
  - genre Chapalichthys Meek, 1902
  - genre Characodon Günther, 1866
  - genre Girardinichthys Bleeker, 1860
  - genre Goodea Jordan, 1880
  - genre Ilyodon Eigenmann, 1907
  - genre Neoophorus Hubbs et Turner, 1939
  - genre Skiffia Meek, 1902
  - genre Xenoophorus Hubbs et Turner, 1939
  - genre Xenotaenia Turner, 1946
  - genre Xenotoca Hubbs et Turner, 1939
  - genre Zoogoneticus Meek, 1902

## Zoo et préservation
Représentés dans des milieux diversifiés, mais parfois endémiques à de simples trou d'eau, les Goodéidae sont menacés par la pression anthropique comme la destruction des cours d'eau, la pollution des villes, l'introduction d'espèces exogènes ou encore l'agriculture. L'Aquarium du palais de la Porte Dorée à Paris participe au programme de conservation et de sauvegarde des Goodeidae, par le biais notamment de la connaissance et du développement dans les meilleures conditions des espèces de Goodeidae et ce en collaboration avec des organismes tels que des zoos, des universités, des laboratoires, des associations et des aquariophiles. C'est à ce titre que l'Aquarium participe au groupe "Goodeid Working Group" (GWG) en maintenant quelques espèces de cette famille de poissons.

## Galerie, quelques espèces

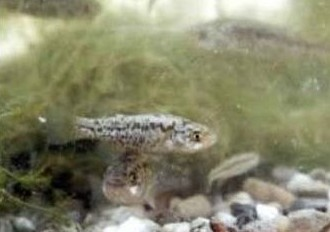
Empetrichthys latos
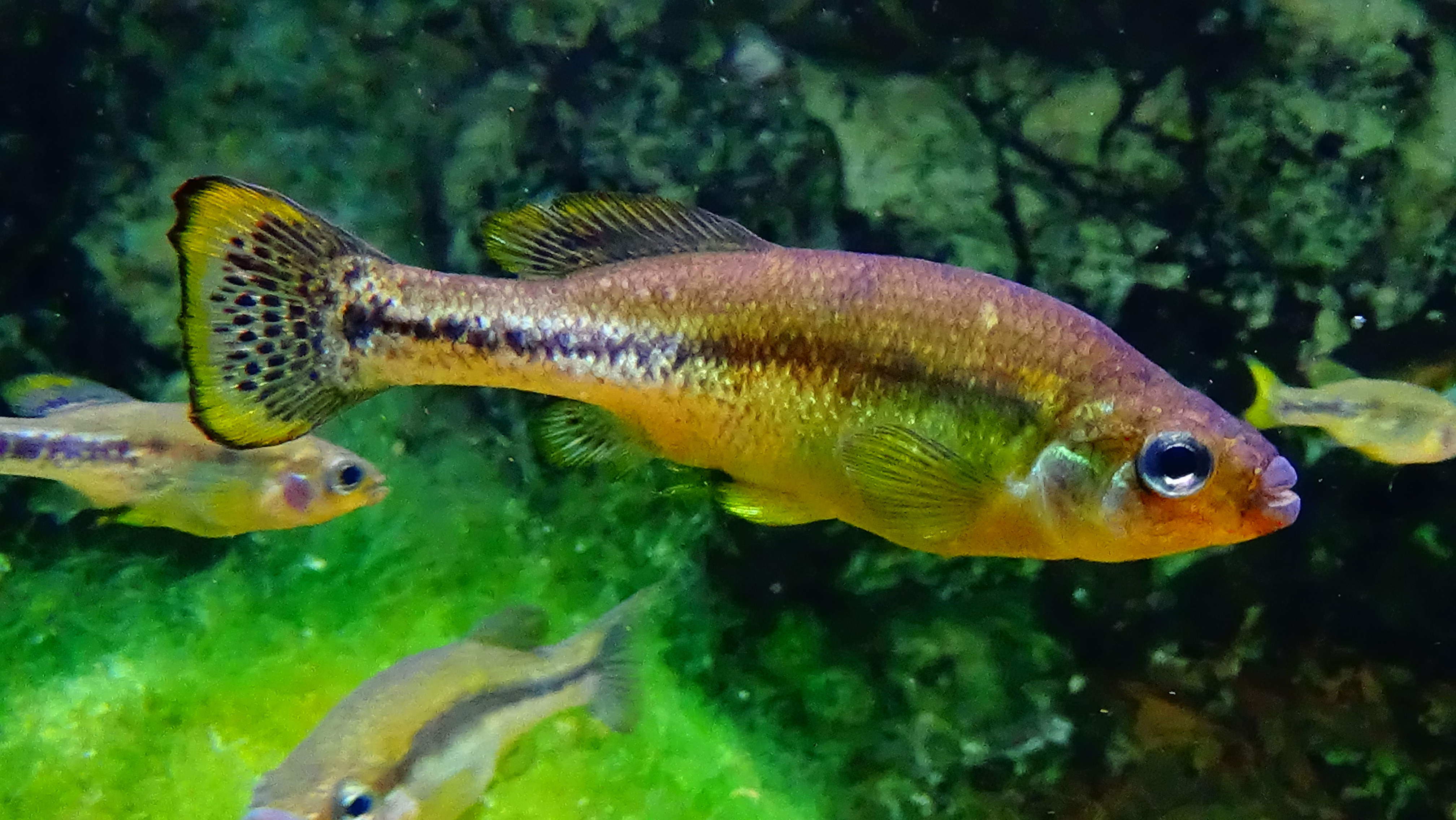
Ilyodon xantusi
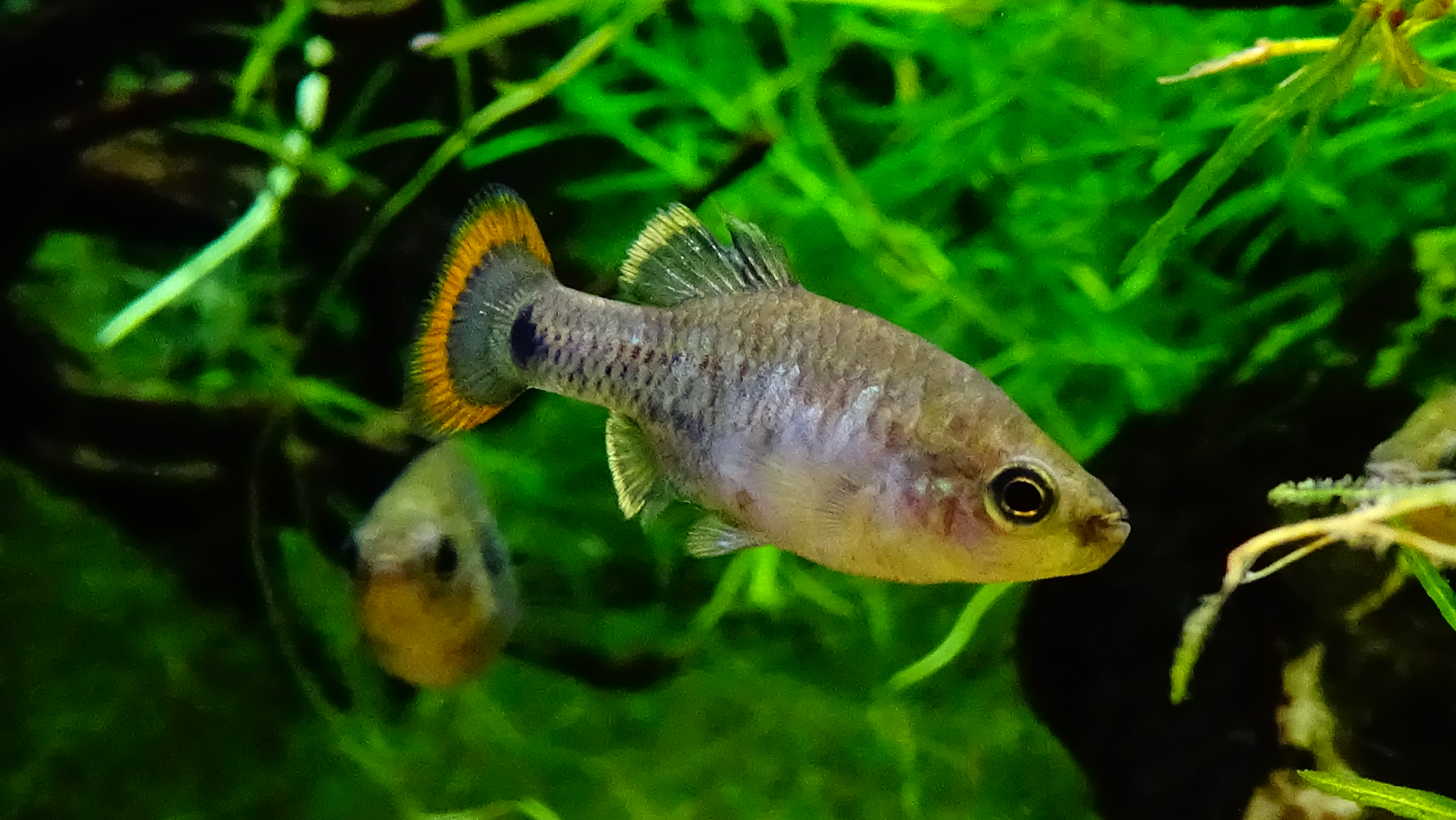
Zoogoneticus tequila
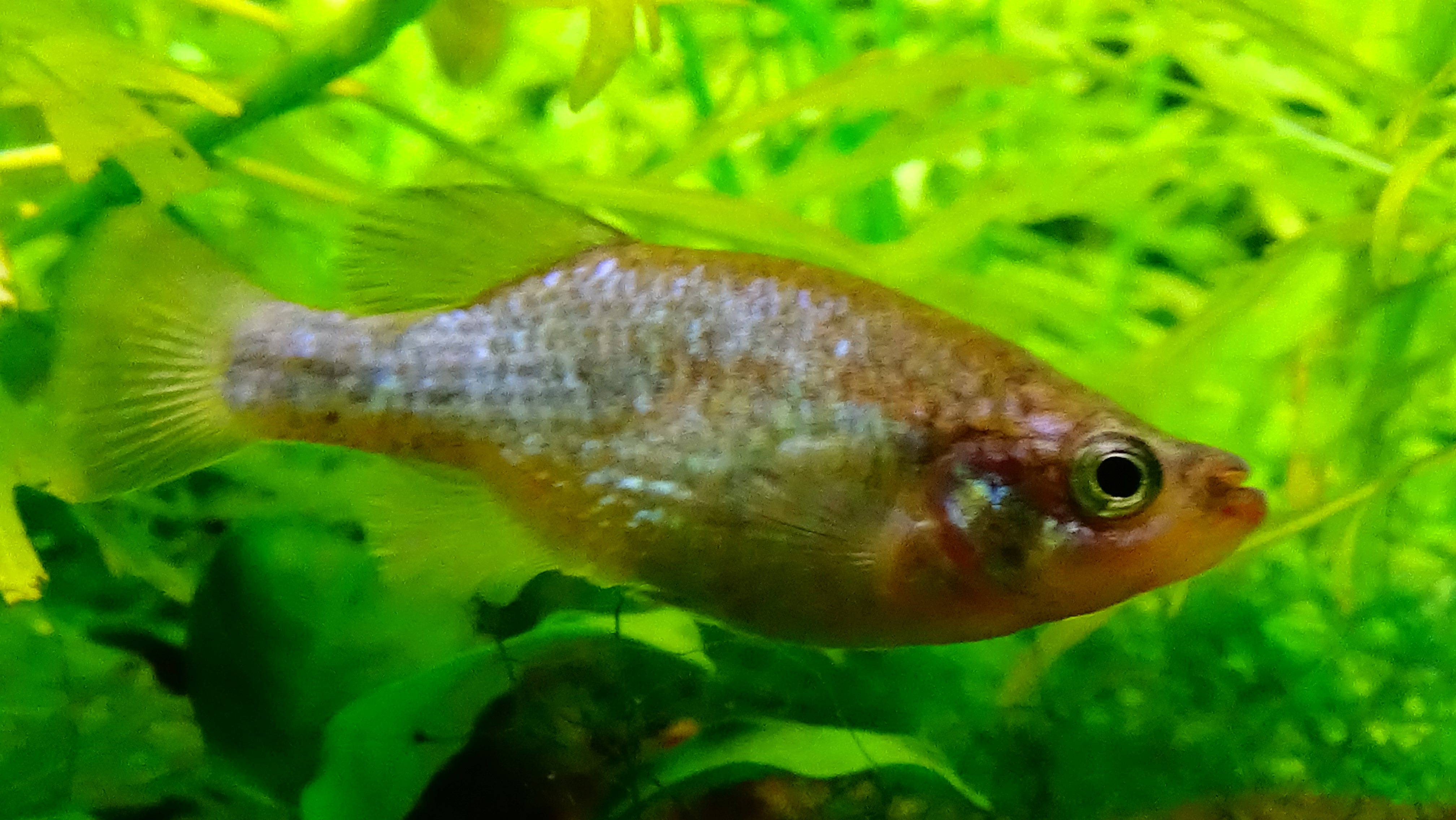
Xenoophorus captivus
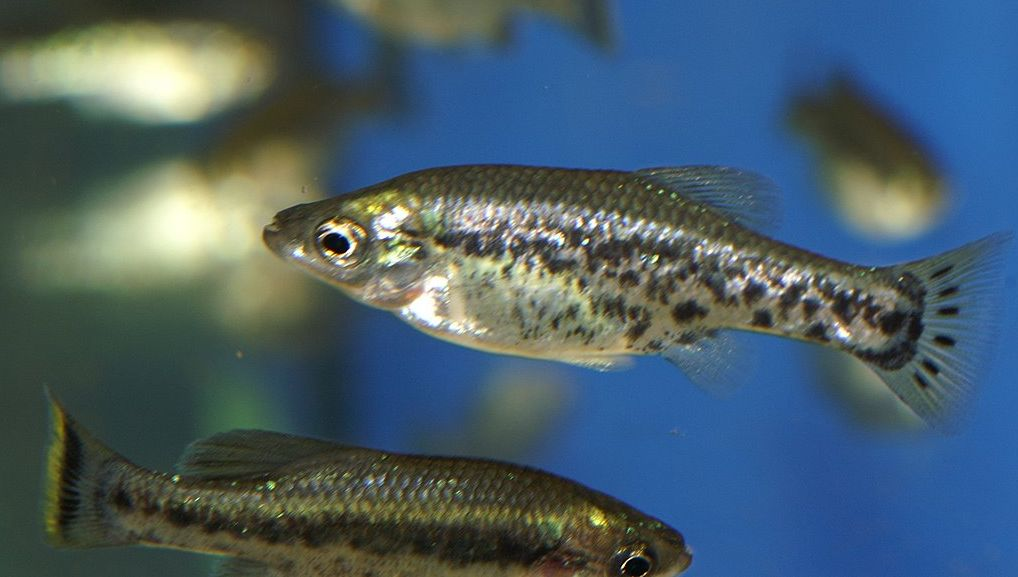
Ameca splendens